# Kiso Ultraviolet Galaxy Catalogue

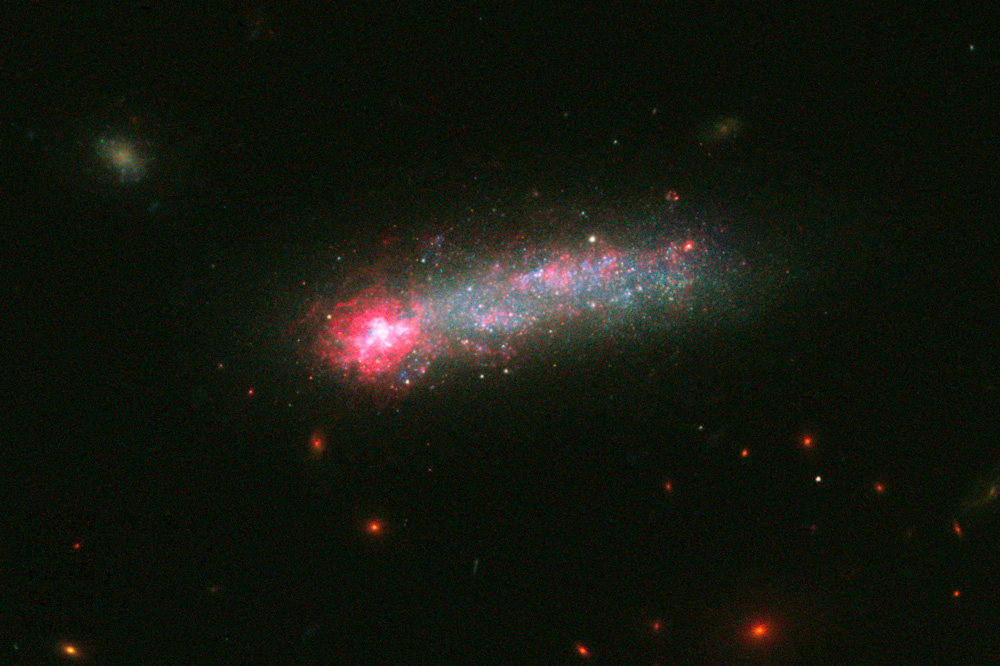
Opname door Ruimtetelescoop Hubble van KUG 1138+327

De Kiso Ultraviolet Galaxy Catalogue (KUG) is een astronomische catalogus van sterrenstelsels die ultraviolette-straling uitzenden die relatief sterker is dan bij normale sterrenstelsels (een ultraviolet-excess vertonen).
De catalogus is gebaseerd op de analyse van 103a-E fotografische platen die sinds 1984 verkregen zijn met de 105-cm Schmidttelescoop van het Kiso Observatorium dat zich bevindt op de helling van de Ontake in Japan. De platen zijn dubbel belicht (met een kleine verschuiving aan de hemel) in rood (R; 658 nm) en ultraviolet (U; 365 nm) licht. In sommige gevallen is ook een opname in groen (G; 464 nm) licht gemaakt. De belichtingstijden zijn zo gekozen dat voor sterren met spectraalklasse A de U en R afbeeldingen even sterk zijn. Objekten met een ultraviolet-excess zijn sterker in U. 
Het eerste deel van de catalogus is gepubliceerd in 1993 door B. Takase en N. Miyauchi-Isobe en bevat 8162 objekten over een gebied van 5100 vierkante graad. Het tweede deel (KUG2) bevatte in 2006 1994 objekten in een gebied van 360 vierkante graad (N. Miyauchi-Isobe en H. Maehara). 